# Amanda Blake
Pour les articles homonymes, voir Blake.
Beverly Louise Neill, connue sous le nom de scène Amanda Blake (née le 20 février 1929 à Buffalo, dans l'État de New York et morte le 16 août 1989  à Sacramento en Californie) est une actrice américaine de cinéma et de télévision.

## Filmographie

### Cinéma
- 1950 : Stars in My Crown : Faith Radmore Samuels
- 1950 : Jamais deux sans toi (Duchess of Idaho) de Robert Z. Leonard : Linda Kinston
- 1950 : Counterspy Meets Scotland Yard de Seymour Friedman : Karen Michelle
- 1951 : Smuggler's Gold : Susan Clarke
- 1951 : China Corsair : Jane Richards
- 1951 : Never Trust a Gambler : La rousse au poste de police
- 1951 : J'accuse cet homme (en) (Criminal Lawyer) de Seymour Friedman : Une receptionniste
- 1951 : Sunny Side of the Street : Susie Manning
- 1951 : The Family Secret : Une fille au téléphone
- 1952 : Une fille à bagarres (Scarlet Angel) : Susan Bradley
- 1952 : Panique à l'Ouest (Cattle Town) : Marian
- 1953 : Lili : Peach Lips
- 1953 : Les Corsaires de l'espace (Sabre Jet) : Helen Daniel
- 1954 : Romance sans lendemain (About Mrs. Leslie) de Daniel Mann : Gilly
- 1954 : Miss Robin Crusoe : Miss Robin Crusoe
- 1954 : Une étoile est née (A Star Is Born) : Susan Ettinger
- 1954 : Les Aventures de Hajji Baba (The Adventures of Hajji Baba) : Banah
- 1955 : La Pantoufle de verre (The Glass Slipper) de Charles Walters : Birdena
- 1955 : High Society : Clarissa Jones
- 1988 : État de choc (The Boost) : Barbara
- 1988 : B.O.R.N. : Rosie

### Télévision
- 1953 : Cavalcade in America (série télévisée) : Nancy Hart
- 1953-1954 : Fireside in Theatre (série télévisée) : Kathy / Louise Connor
- 1954 : Four Star Playhouse (série télévisée) : Susan Pierce
- 1955-1974 : Gunsmoke (série télévisée) : Kitty Russell
- 1956 : Alfred Hitchcock présente (série télévisée) : Carol Arlington
- 1956 : The Edge of Night (série télévisée) : Dr. Julianna Stanhower
- 1957 : State Trooper (série télévisée) : Betty Lavon
- 1957-1963 : The Red Skelton Show (série télévisée) : Ruby / Kitty Russel
- 1958 : Studio One (série télévisée) : Joan Roberts
- 1959 : Steve Canyon (série télévisée) : Molly McIntyre
- 1966 : Clown Alley (série télévisée) : Un clown pickpocket
- 1974 : Betrayal (Téléfilm) : Helen Mercer
- 1976 : Sur la piste des Cheyennes (The Quest) (série télévisée) : Miss Sally
- 1979 : La croisière s'amuse (The Love Boat) (série télévisée) : Nora Knox
- 1983 : Pour l'amour du risque (Hart to Hart) (série télévisée) : Big Sam
- 1986 : The Wildest West Show of the Stars (série télévisée) : La présentatrice de la cérémonie
- 1986 : Brothers (série télévisée) : Carlotta
- 1987 : La Vengeance du forçat (Gunsmoke: Return to Dodge) (Téléfilm) : Kitty
- 1989 : Vic Daniels, flic à Los Angeles (The New Dragnet) (série télévisée) : Mme Sylvia Wilson